# Hesiqui d'Acaia
Hesiqui (en llatí Hesychius, en grec Ἡσύχιος) va ser un magistrat romà, probablement el mateix que Johann Albert Fabricius diu que era procònsol d'Acaia sota Teodosi II el 435. Libani va tenir dos amics amb aquest nom, un sacerdot i un magistrat, i aquest segon podria ser aquest Hesiqui encara que cronològicament és força dubtós.